# 政府飛行服務隊B-HRX墜毀事故
B-HRX墜毀事故是香港政府飛行服務隊於1993年成立以來首宗墜機導致人員殉職的事故。事故發生於2003年8月26日晚上，一架政府飛行服務隊EC-155B1直昇機（登記編號B-HRX）在執行一個甲類疏散運送死傷者任務（Type A Casevac）時，於新界大嶼山伯公坳附近的山頭（位置為22°14.9′N 113°56.5′E / 22.2483°N 113.9417°E）墜毀，兩名機員罹難。民航處的調查報告將事件列為「可控飛行撞地個案」。

## 機員
事件中的香港政府飛行服務隊EC-155B1直昇機由1名機師駕駛及載有1名空勤員，分別是：
1. 彭富國，一級機師，男性，34歲，1995年加入政府飛行服務隊，飛行時數共3,900小時
2. 陳文狄，MBB，三級空勤主任，男性，31歲，1997年加入政府飛行服務隊，執勤時數共2,230小時，並於2000年獲頒銅英勇勳章

## 事發時天氣狀況
根據政府飛行服務隊當時自訂的最低氣象條件，規定夜間由一名機師飛行EC-155B1執行Type A Casevac的話，沿途地面與雲底最少相差600呎(英尺，下同)，能見度至少5公里。同時，該隊當時並未規定夜間的最低飛行高度，只是要求機師必須與地面保持目視接觸。
根據當日由香港天文台於晚上10時（UTC14時）發出的香港國際機場（VHHH）例行天氣報告（METAR），地面風向為160度，風速8海浬，風向轉變於120度及240度之間，能見度10公里或以上，1,400呎有稀薄雲層、2,500呎有零散雲層、10,000呎有疏鬆雲層，溫度29℃、露點24℃，海平面氣壓1,011帕斯卡，無重要天氣狀況。以香港國際機場的天氣情況來說，並未超出天氣限制。但當時大嶼山受一股潮濕南風影響，地形抬升導致大嶼山南部的雲層較大嶼山北部為低。
伯公坳的高度為海拔1,097呎，這意味著雲底最少要1,700呎才可飛越伯公坳，否則必須回航或改變航道。

## 事發過程
2003年8月26日，香港時間晚上10時20分（UTC14時20分），政府飛行服務隊當值行動主任接到警察總區指揮及控制中心要求派出直昇機到長洲運送傷病者往中區直昇機場就醫。空勤主任陳文狄首先進入總部的行動控制室，並獲悉有關行動，但其後由於行動主任忙於接聽電話，因此機師彭富國未有接受行動簡報及獲知任務詳情，兩人其後在飛行計畫室（Flight Planning Room）進行起飛前的自我簡報。
兩人其後於10時22分進入機艙，彭再次向陳確認行動，陳回答「長洲...中環」，彭其後自覺的表示以東涌通道作為航道，並於10時24分35秒啟動直昇機的主引擎，呼號「Casevac five zero」的EC-155B1直昇機於10時28分35秒向航空管制員取得許可，從香港國際機場K滑行道向東起飛，經東涌通道前往長洲。直昇機於10時29分30秒起飛，沿機場南岸的水道飛行，爬升到100呎後轉向東涌通道方向。爬升到大約300呎時，機師啟動IAS mode，當時空速為85.5節。1秒後啟動ALT A mode，目標高度已在起飛前設定為1,500呎，當時直昇機的垂直速度為每分鐘1,200呎。爬升到600呎時，機師將ALT A mode的目標高度下調到1,200呎，並把IAS mode的指示空速上調到101.5節，16秒後再上調到106節。
起飛不久，彭富國抱怨政府飛行服務隊的服務承諾，只有20分鐘時間前往接送非緊急病人很勉強。當晚10時30分39秒，直昇機到達目標高度1,200呎，轉為平飛，指示空速上調到129.5節，4秒後再上調到139.5節，並開始進入東涌通道。期間，陳文狄向彭報告前方能見度不佳，並指東涌道的路燈被雲霧所掩蓋，彭回答能見度雖然有點勉強，但較昨晚（2003年8月25日）情況為佳，直昇機於是沿東涌道上空進入東涌通道。10時31分32秒，陳向彭查問：「Still visual below?」（前方仍然看得到嗎？），對方回答：「Visual」（看得到）。10時31分39秒，機師向航空交通管制中心確認由東涌通道前往長洲，航空交通管制員向機師查問飛行高度，彭回報飛行高度為1,500呎，但當時直昇機的實際飛行高度僅1,248呎。航空管制員其後要求機師維持1,500呎的飛行高度，機師彭富國正回覆塔台時，直昇機首次碰到地面，座艙語音紀錄器和飛航資料紀錄器同時於10時31分53秒終止。
在直昇機坠毀前後，因決定高度(Decision Height)選擇了為0尺，所以機艙內的自動語音警示裝置（Automatic Voice Alert Device）並沒有發出“Check Height”或“One Hundred Feet”等警報。直昇機首先碰到一處山丘（高度約為海拔1,245公呎），沿飛行方向觸地達45米，直昇機的左油箱及機艙底部因此嚴重受損。其後直昇機滑出山丘，失控向100米外的另一處山丘（高度約為海拔1,150公呎）俯衝，機體觸地達30米後才靜止。

### 搜救
B-HRX墜毀後，機上的自動展開緊急定位信標和機員的個人定位無線電信標均未有發出定位信號。晚上10時49分，航空交通管制人員通知政府飛行服務隊與所屬的一架直昇機失去聯絡，此時附近的一些商用直昇機和船隻已經開始於大嶼山南部展開搜索。多個部門聯合的大規模搜索其後展開，首架政府飛行服務隊搜救直昇機於事發後41分鐘起飛，後來再有兩架政府飛行服務隊直昇機加入。水警派出四艘水警輪到大嶼山南部三個不同地方進行搜索，海事處亦派出兩艘船隻加入搜救。消防處、警務處和民眾安全服務隊沿著東涌道展開地面搜索。
2003年8月27日凌晨1時17分（即事發後2個小時45分鐘），搜索人員於距離東涌道300米的鳳凰徑附近山頭發現部份直昇機殘骸。其後搜索人員集中搜索東涌道以西山頭，並於凌晨2時46分在距離第一次撞擊點100米外發現主體殘骸，凌晨2時52分於主體殘骸內發現兩名機員，救出送院後證實死亡。

## 調查報告

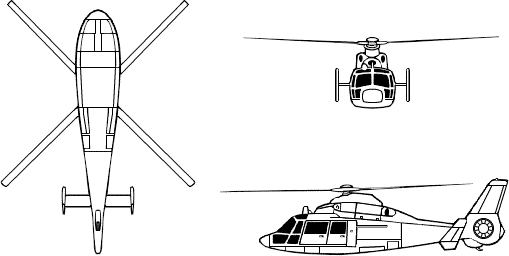
EC-155B1海豚直昇機

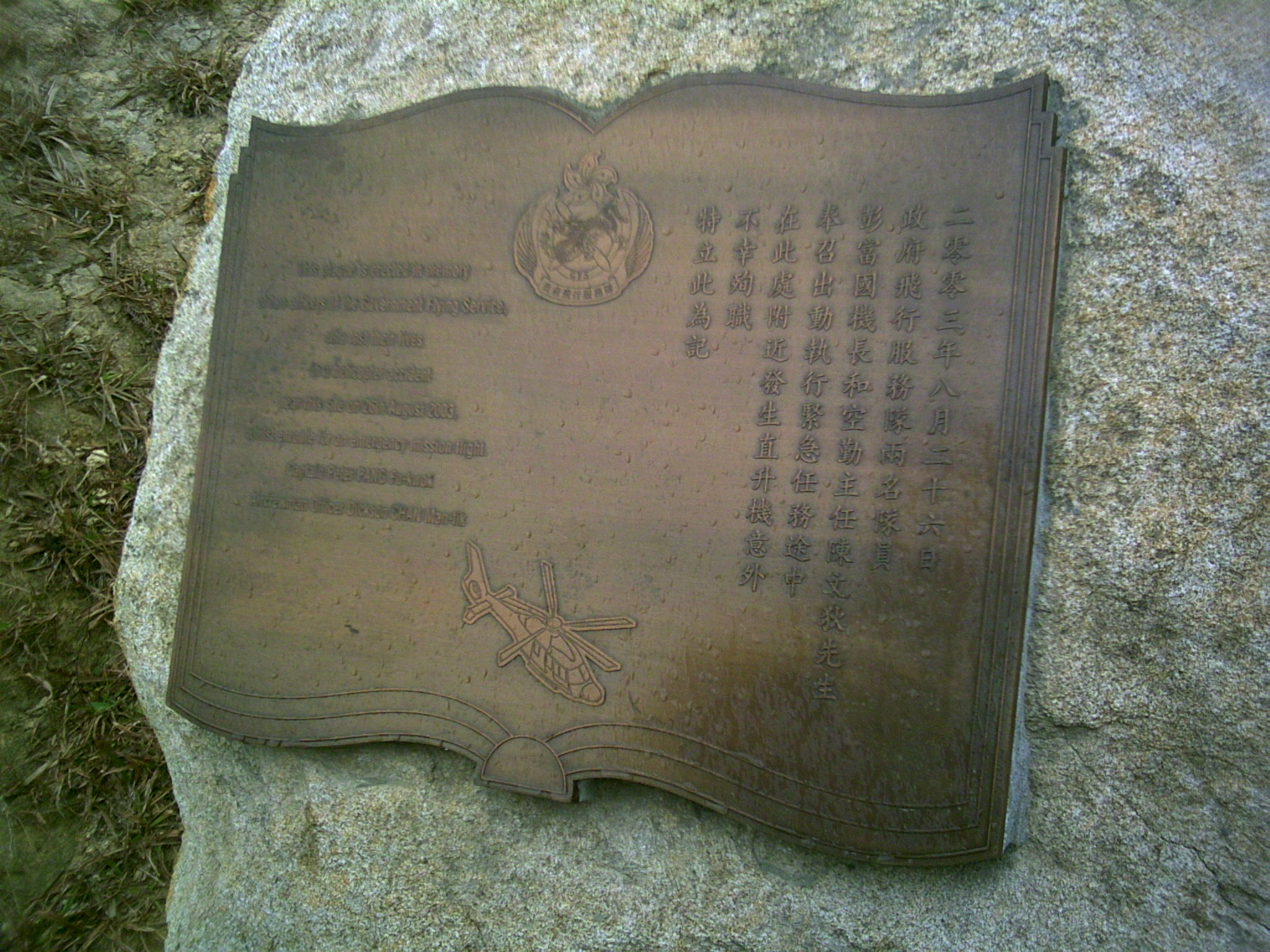
政府在事故現場附近設置紀念碑

民航處對意外的調查報告於2006年5月4日公佈，將意外分類為可控飛行撞地。沒有證據顯示事發時直昇機出現機件故障。
報告亦指出兩名機員於直昇機墜毀後生存了接近1小時，空勤員因為只繫上了空投員安全吊帶而未有足夠保護，傷勢較機師嚴重。而機師則未有配戴頭盔，報告認為這樣大大減低了其存活能力。
自動展開緊急定位信標，因設計關係，只會在與水接觸的情況下才會發出定位信號。而機員於直昇機墜毀後因為失去知覺或無能力啟動個人定位無線電信標，因而未有發出定位信號。個人定位無線電信標的天線亦因衝力而與主體分離，所以即使機員能夠啟動，個人定位無線電信標都不能傳送定位信號。
報告中列出15項導致意外的主要原因：
- 機師未有進行飛行前簡報。
- 機師作出錯誤決定，在夜間和僅及的氣象條件下在低空以高速飛越伯公坳。
- 機師受肯證偏誤[17]影響。
- 機師未有遵從政府飛行服務隊自訂的最低氣象條件。
- 機師未有遵從政府飛行服務隊於夜間飛越東涌通道和伯公坳的指導及慣常做法。
- 機師受薄弱的環境察覺能力[18]影響。
- 機師因政府飛行服務隊所訂下的20分鐘服務承諾而產生壓力。
- 機員承擔了不必要的危險。
- 機員因為時常飛行該路線而產生一定程度的自滿。
- 機師可能因為休息不足和生理時鐘受到干擾而導致推理及決定能力減弱。
- 機員警覺性低。
- 機員未有遵守機員資源管理[19]的一些基本原則。
- 政府飛行服務隊未有在運作手冊內制定執行夜間疏散運送死傷者任務時，飛行途中必須與地面保持一定高度。
- 政府飛行服務隊未有制定指引，說明執行任務時如何及早確定危險和有系統地進行風險管理。
- 政府飛行服務隊在執行夜間疏散運送死傷者任務時的危險程度，與機師獲給予的酌情權並不符合運作需要。

並對有關單位提出9項建議：
- 建議政府飛行服務隊修定其運作程序，規定在夜間執行運送死傷者任務時必須與地面保持一定高度。
- 建議政府飛行服務隊加強機員資源管理訓練的成效。
- 建議政府飛行服務隊就如何在飛行期間及早確定飛行危險和有系统地進行風險管理訂立機制。
- 建議政府飛行服務隊考慮強制無論任何任務，直昇機機員都必須配戴頭盔。
- 建議政府飛行服務隊進行風險評估，以確定空勤員在飛行途中哪段時間應該坐在座位上並扣上安全帶。
- 建議政府飛行服務隊更改機員當值時間，在當值前為機員提供一段交接時間，讓機員可以在不急忙的情況下執行飛行前的工作。
- 建議個人定位無線電信標的製造商重新審視信標的天線設計，確保在意外後仍然能繼續運作。
- 建議民航處重新審視1級和2級公共運輸直昇機安裝自動啟動緊急定位信標[20]的要求。
- 建議民航處重新審視現行本地目視飛行（VFR）對應答機[21]的操作慣例，以增加搜救效率。

政府飛行服務隊全數接納上述建議。實行飛行途中最低高度限制及程序、改善機員資源管理訓練、強制規定佩戴頭盔及在換更時引進較長的交接時間，其餘建議亦會儘快實行。

## 外部連結
- B-HRX失事前的照片 （页面存档备份，存于）
- 相關新聞照片
- 政府飛行服務隊直昇機失事墜毀意外記者會 （页面存档备份，存于），2003年8月27日
- 「兩飛行服務隊員墜機殉職」香港政府新聞網，2003年8月27日
- 「政府今日公布《B-HRX飛機意外調查報告》」 （页面存档备份，存于）香港特區政府新聞稿，2006年5月4日